# Faysel Kasmi
Faysel Kasmi (31 ottobre 1995) è un calciatore belga, centrocampista del Dessel Sport.

## Carriera
Ha giocato nella massima serie dei campionati belga, cipriota ed irlandese.